# Ducado de Auschwitz
El Ducado de Auschwitz o Ducado de Oświęcim (en polaco: Księstwo Oświęcimskie, en alemán: Herzogtum Auschwitz) fue uno de los muchos ducados de Silesia, formado a raíz de la fragmentación de la dinastía Piast.
Se estableció sobre 1315 en las tierras de la Polonia Menor al este del río Biała en manos de la rama silesa de la dinastía polaca real de los Piastas. Brevemente semiautónomo, con su capital en Oswiecim, fue vendido finalmente al Reino de Polonia en 1457. Anexado por el Imperio de los Habsburgo en 1772, el título ducal dejó de existir en 1918, siendo el territorio reincorporado a la Segunda República Polaca.

## Historia

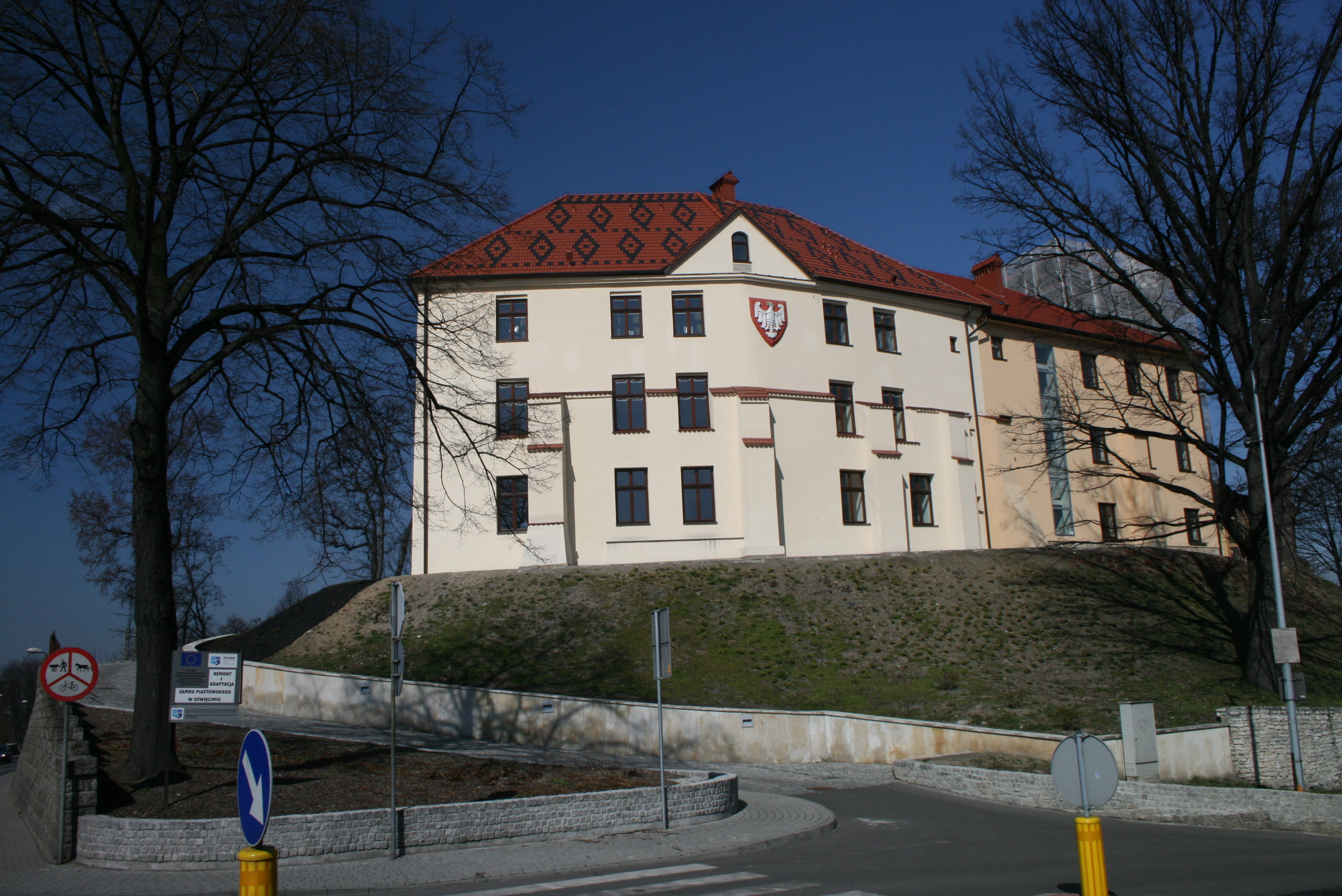
Castillo de Oświęcim.

El ducado fue creado en 1315 como consecuencia de la continua fragmentación de Polonia desde el siglo XII, en la región sudoriental del Ducado de Silesia original, que el Gran Duque Casimiro II el Justo de Polonia había segregado de la Provincia Señorial y concedido al duque silesio Miecislao IV Piernas Torcidas en 1177. A partir de 1281, la región había formado parte del silesio Ducado de Teschen (Cieszyn) hasta después de la muerte del Duque Miecislao I en 1315, en que los territorios de Oświęcim al este del Biała fueron segregados para formar un ducado separado para el hijo de Miecislao, Vladislao. En 1327 su heredero el Duque Jan I el Escolástico pagó homenaje al rey Juan de Bohemia y al igual que muchos otros duques silesios, Oświęcim pasó a ser vasallo de la Corona de Bohemia.
En 1445 los ducados de Zator y Toszek fueron creados a partir de algunos territorios del ducado. Aunque el Ducado de Oświęcim había caído bajo vasallaje bohemio, fue reunificado con Polonia en 1454, cuando el último duque Jan IV, se declaró a sí mismo vasallo del rey polaco Casimiro IV Jagellón. Jan no tenía herederos varones y vendió su ducado al rey Casimiro por el precio de 3.000.0000 Prague groschen tres años más tarde.
En el tiempo en que el ducado fue vendido consistía de: dos ciudades (Oświęcim y Kęty), dos castillos ducales (en Oświęcim y Wołek)
y 45 poblaciones: Bielany, Łęki, Babice, Lipnik, Osiek, Brzeszcze, Monowice, Dwory, Stara Polanka, Nowa Polanka, Włosienica, Poręba, Grojec, Sparowicze (consideredo perdido), Nidek, Witkowice, Głębowice, Bulowice, Czaniec, Malec, Kańczuga, Nowa Wieś, Roczyny, Broszkowice, Brzezinka, Rajsko, Franciszowice (Pławy), Przecieszyn, Skidziń, Wilczkowice, Wilamowice, Hecznarowice, Bujaków, Kozy, Mikuszowice, Pisarzowice, Hałcnów, Biertułtowice, Komorowice, Żebracz, Bestwina, Dankowice, Stara Wieś, Jawiszowice, Harmęże.
En el Sejm general de 1564, el rey Segismundo II Augusto emitió privilegios de incorporación reconociendo ambos ducados de Oświęcim y Zator como parte de la Corona Polaca dentro del Condado silesio del Voivodato de Cracovia, aunque los reyes polacos retuvieron ambos títulos ducales.
Después de la Primera Partición de Polonia en 1772, los territorios de los antiguos ducados de Oświęcim y Zator fueron afiliados al Reino de Galicia y Lodomeria de los Habsburgo, a la corona austríaca a partir de 1804, y se unieron a la Confederación Germánica en 1818. Para el Tratado de Saint-Germain-en-Laye de 1919 fueron agregados al Voivodato de Cracovia.

## Duques de Oświęcim
Los Duques de Oświęcim pertenecieron a la rama silesia de la dinastía de los Piastas.
| 1314/5-1321/4 | Vladislao I (hijo de Miecislao I de Cieszyn, desde 1290 corregente, debido a la división de Oświęcim). |
| 1321/4-1372   | Jan I el Escolástico (hijo de Vladislao I) |
| 1321/4-1325   | Eufosina de Masovia (esposa de Vladislao I, madre de Jan I, regente, m. 1329). |
| 1372-1375/6   | Jan II (hijo de Jan I) |
| 1375/6-1405   | Jan III (hijo de Jan II, murió sin hijos) |
| 1405-1406     | Premislao (también conocido como Premislao el Joven (Młodszy), hijo de Premislao I Noszak (cuyo tío era el duque Miecislao I de Cieszyn), desde 1404 príncipe de la mitad de Ścinawa y Głogów, desde 1405 también en Toszek).        |
| 1410-1433/4   | Casimiro I (hijo de Przemysł Młodszy, debido a la división en 1414 de Oświęcim, Toszek y Strzelin (en Strzelin hasta 1427)). |
| 1433/4-1484   | Premislao de Toszek (hijo de Casimiro I, también príncipe de Toszek debido a su división en 1445). |
| 1433/4-1456   | Jan IV (Janusz) (hermano de Premislao Toszecki e hijo de Casimiro I, también príncipe de Toszek, desde 1445 debido a la división de Oświęcim, 1465-1482 Gliwice, abdicó (Oświęcim fue transferido a la Corona de Polonia), m. 1496). |

### Gobernantes que reclamaron el título ducal después de la partición de Polonia
Como consecuencia de la Primera Partición de Polonia hasta 1918, los Habsburgo emperadores del Sacro Imperio, y desde 1804 emperadores de Austria, sostuvieron el título de Duque de Auschwitz (en alemán: Herzog zu Auschwitz) que constituyó parte de su "gran título" oficial.
| Emperador        | Acceso                  | Deceso                  |
| José II          | 1772                    | 20 de febrero de 1790   |
| Leopoldo II      | 20 de febrero de 1790   | 1 de marzo de 1792      |
| Francisco I      | 1 de marzo de 1792      | 2 de marzo de 1835      |
| Fernando I       | 2 de marzo de 1835      | 2 de diciembre de 1848  |
| Francisco José I | 2 de diciembre de 1848  | 21 de noviembre de 1916 |
| Carlos I         | 21 de noviembre de 1916 | 11 de noviembre de 1918 |